# Doha News
Doha News — новостной онлайн-блог, созданный в марте 2009 года двумя американскими журналистами Шабиной Хатри и Омаром Чатривалой. Базируется в Катаре и предоставляет своим читателям ежедневные репортажи о последних событиях в стране и за рубежом. Приобрёл значительную популярность в мае 2012 года, когда стал первым новостным изданием в Катаре, сообщившим о пожаре в торговом центре Villaggio Mall.

## История
В марте 2009 года Шабина Хатри создала аккаунт Doha News в Твиттере. Затем она вместе с мужем, Омаром Чатривалой, запустила отдельный веб-сайт. Doha News стал первым цифровым новостным изданием, созданным в Катаре. По словам создателей, их цель — создать медиаплатформу, с помощью которой они могли бы привлекать аудиторию в манере, отличной от традиционных форм СМИ.
Популярность Doha News быстро возросла благодаря освещению неоднозначных событий, которые не так широко обсуждались в государственных СМИ, в частности, пожара в торговом центре Villaggio Mall в мае 2012 года, в котором погибли 19 человек. Doha News удалось получить и обнародовать поддающиеся проверке цифры и факты, такие как личности жертв пожара, в то время как многие другие СМИ сообщали непроверенные слухи. Во время этого события наблюдался массовый рост числа посетителей: с 10 000 до 100 000 посетителей в день. Традиционные СМИ, напротив, подверглись критике за несвоевременное и минимальное освещение инцидента.
Другая резонансная история, освещённая Doha News, касалась изнасилования и судебного преследования жительницы Катара Марте Далелв в Объединенных Арабских Эмиратах. Происшествие не упоминалось в печатных СМИ, но появилось в международных изданиях, таких как The New York Times, после того как Doha News опубликовал статью об этом деле. Аналогичным образом, после убийства Лорен Паттерсон в октябре 2013 года Doha News стал самым заметным катарским СМИ, сообщившим об этом убийстве, и некоторые из его материалов были процитированы в международных газетах.

## Содержание
Социальные вопросы, такие как алкоголь, дресс-код и другие культурные вопросы, часто вызывают наибольшую популярность с точки зрения посетителей и комментариев. Граждане Катара, в свою очередь, критикуют сайт за то, что в нём непропорционально много внимания уделяется негативным аспектам страны. Политика комментирования и более строгая модерация комментариев была введена после того, как в разделе комментариев участились оскорбительные высказывания.

## Цензура
В последние годы Doha News освещала целый ряд спорных тем. Хотя супруги не сталкивались с репрессиями со стороны правительства, они утверждают, что существуют препятствия для получения достоверной информации. В феврале 2013 года сайту не позволили сделать репортаж о судебном разбирательстве по делу о пожаре в торговом центре Villaggio Mall. Во время слушаний председательствующий судья спросил, присутствуют ли в суде журналисты. После того как Шабина Хатри и ещё один журналист подтвердили, что они являются представителями СМИ, судья сказал им, что они должны подать запрос на разрешение освещать слушания. После того, как Хатри подала запрос, судья сообщил ей, что она должна доказать, что Doha News является официальным СМИ, иначе она не сможет присутствовать на слушаниях.